# Еммонс (Міннесота)
Еммонс (англ. Emmons) — місто (англ. city) в США, в окрузі Фріборн штату Міннесота. Населення — 367 осіб (2020).

## Географія
Еммонс розташований за координатами 43°30′16″ пн. ш. 93°28′56″ зх. д. / 43.50444° пн. ш. 93.48222° зх. д. (43.504492, -93.482301).  За даними Бюро перепису населення США в 2010 році місто мало площу 2,07 км², з яких 2,06 км² — суходіл та 0,02 км² — водойми.

## Демографія
Згідно з переписом 2010 року, у місті мешкала 391 особа в 174 домогосподарствах у складі 119 родин. Густота населення становила 188 осіб/км².  Було 190 помешкань (92/км²).
Расовий склад населення:
| - 96,4 % — білих - 0,3 % — корінних американців |

До двох чи більше рас належало 2,6 %. Частка іспаномовних становила 4,6 % від усіх жителів.
За віковим діапазоном населення розподілялося таким чином: 23,5 % — особи молодші 18 років, 57,1 % — особи у віці 18—64 років, 19,4 % — особи у віці 65 років та старші. Медіана віку мешканця становила 43,4 року. На 100 осіб жіночої статі у місті припадало 86,2 чоловіків;  на 100 жінок у віці від 18 років та старших — 85,7 чоловіків також старших 18 років.
Середній дохід на одне домашнє господарство  становив 52 551 долар США (медіана — 46 250), а середній дохід на одну сім'ю — 57 736 доларів (медіана — 50 313). Медіана доходів становила 49 167 доларів для чоловіків та 27 321 долар для жінок. За межею бідності перебувало 14,0 % осіб, у тому числі 25,0 % дітей у віці до 18 років та 3,6 % осіб у віці 65 років та старших.
Цивільне працевлаштоване населення становило 175 осіб. Основні галузі зайнятості: освіта, охорона здоров'я та соціальна допомога — 20,6 %, роздрібна торгівля — 11,4 %, будівництво — 11,4 %.